# 선결문제 요구의 오류
선결문제 요구의 오류(先決問題要求의 誤謬, 라틴어: petitio principii 논점을 (미리 진실로) 가정함[*], 영어: Begging the question 또는 Equal to the Question)는 증명을 요하는 사항을 전제 속에 채용하는 오류로, 전제 속에 결론과 같은 뜻의 말을 쓰고 있는 것을 말한다. 선결문제 요구의 허위라고도 하며 논점선취의 오류(論点先取의 誤謬)라고도 한다.

## 용어
라틴어 페티티오 프린키피이(petitio principii)에서 페티티오는 청원(petition)을 뜻하고 프린키피이(principii)는 시작(beginning)을 뜻한다. 따라서 페티티오 프린키피이의 문자 그대로의 의미는 "시작을 청원하는 것"으로, "시작점 즉 논점을 가정하는 것(assuming the initial point)"을 뜻한다.
영어 베깅 더 퀘스천(Begging the question)은 문자 그대로의 의미는 "질문 또는 논점을 구걸한다"이지만 숙어로 "질문을 하게 만들다", "논점을 옳은 것으로 가정해 놓고 논하다", "논점을 교묘히 회피하다", "미증명된 사항을 사실로 가정하다"의 의미로 사용된다. 영어 이퀄 투 더 퀘스천(Equal to the Question)의 문자 그대로의 의미는 "질문 또는 논점과 동일하다"이며, 라틴어 페티티오 프린키피이(petitio principii)와 동일한 의미이다.
선결문제 요구의 오류(先決問題要求의 誤謬)의 문자 그대로의 의미는 "문제(논점)를 먼저 해결하는 것이 요구되는 오류"이다. 즉, 논점을 해결하지 않은 채 논점의 주장을 사실로 가정하여 사용하는 오류를 뜻한다.
논점선취의 오류(論点先取의 誤謬)의 문자 그대로의 의미는 "논점을 미리 취하는(가정하는) 오류"이다.

## 사례
선결문제 요구의 오류의 사례로는 다음과 같은 것이 있다.
- 명제: 아편은 수면을 재촉한다.
- 이유: 왜냐하면 아편은 수면약을 포함하고 있기 때문이다.

힌두교의 육파철학 중의 하나인 니야야 학파에서는 어떤 명제를 증명하기 위해 사용되는 이유(Reason)와 관련된 다섯 가지 오류들 중의 하나로 선결문제 요구의 오류를 들고 있다. 힌두 철학의 영원과 관련된 선결문제 요구의 오류의 사례로는 다음과 같은 것이 있다.
- 명제: 소리(sound)는 영원하지 않다(non-eternal).
- 이유: 왜냐하면 소리는 영원성(eternality)의 성질을 가지고 있지 않기 때문이다.

## 같이 보기
- 허위
- 악순환

## 참고 문헌
- 이 문서에는 다음커뮤니케이션(현 카카오)에서 GFDL 또는 CC-SA 라이선스로 배포한 글로벌 세계대백과사전의 내용을 기초로 작성된 글이 포함되어 있습니다.